# Olive Custance
Olive Eleanor Custance, née le 7 février 1874 à Londres et morte le 12 février 1944, est une poétesse britannique qui se rattache au mouvement de l’esthétisme des années 1890 et collabore à la revue The Yellow Book.

## Biographie

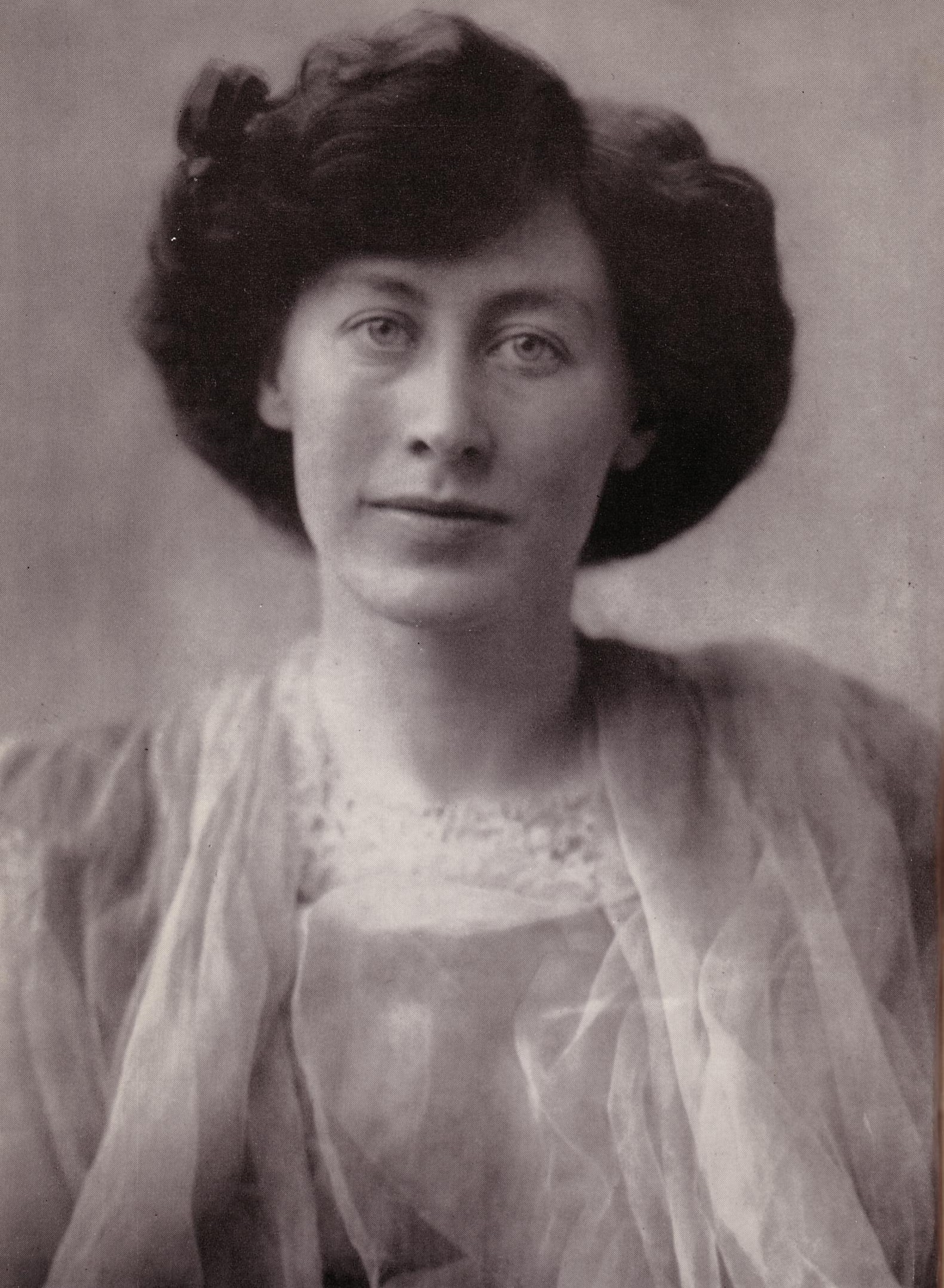
Portrait par George Charles Beresford, 1902

Olive Custance naît le 7 février 1874 au 12 John Street du quartier Mayfair à Londres. Elle est la fille aînée et héritière du colonel Frederick Hambleton Custance, un riche soldat distingué de l'armée britannique. Elle passe son enfance à Weston Longville dans le Norfolk.
Elle rejoint le cercle littéraire londonien auprès d'Oscar Wilde, Aubrey Beardsley, Ernest Dowson, John Gray vers 1890 à l'âge de 16 ans.
Elle s'enfuit avec le poète Gray et commence ses premières poésies à son sujet. Elle est très influencée par les poètes français comme Verlaine et Rimbaud et l'humeur décadente de l'époque, qui la font rapidement connaître.
Elle noue une étroite amitié avec Richard Le Gallienne, qui examine et loue ses œuvres. Sa poésie précoce est promue par John Lane, qui publie son poème Twilight dans le volume 3 du Livre jaune en octobre 1894 et son premier volume de poésie dans Lane's Press en 1897.
En 1901, elle a ouvertement une liaison avec Natalie Clifford Barney à Paris, décrite plus tard dans ses mémoires, alors qu'elle-même est amante avec Renée Vivien. Elles restent des amies proches plusieurs années et échangent des poèmes d'amour comme « The White Witch »,.
En juin 1901, six mois après la mort d'Oscar Wilde, elle écrit une parade nuptiale avec Alfred Douglas pour lui écrire son admiration. Ils correspondent sous les surnoms de « Prince » et « Princesse », voire « Page ».
Fin 1901 à son retour des États-Unis, elle se fiance avec George Montagu, un camarade d'école d'Alfred Douglas. Elle s'enfuit et se marient avec Alfred Douglas le 4 mars 1902 bien que son père le général n'approuve pas.
Ils ont un fils prénommé Raymond Wilfred Sholto Douglas, née le 17 novembre 1902. Son époux se convertit au catholicisme en 1911 et le mariage devient orageux. Elle le quitte et ils vivent séparés à partir de 1913 quand ils perdent la bataille contre le père général. Le père accuse de diffamation l'époux.
Olive Custance se convertit au catholicisme en 1917 et ils reprennent une vie commune pendant les années 1920 quelque temps. Leur fils Raymond, psychiquement malade, sert dans l'armée et est confiné en établissements psychiatriques de longues périodes à partir de 1927. Le couple se sépare bien qu'ils ne divorcent pas et Olive Custance abandonne le catholicisme. Elle suit son époux à Hove dans une maison près de la sienne.
Son époux fait publier une partie de ses poèmes dans des revues comme The Academy et la revue de droite antisémite Plain English. Elle écrit également pour le journal Border Standard de William Sorley.
Pendant la Seconde Guerre mondiale, elle écrit des poèmes patriotiques qui n'ont pas été collectés.
Elle meurt le 12 février 1944 et son époux l'année suivante le 20 mars 1945. Leur fils survit jusqu'à 61 ans le 10 octobre 1964.

## Œuvres
- Olive Custance, Opales, 1897

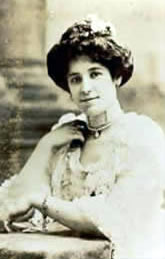

- Olive Custance, Arcs-en-ciel, 1902
- Olive Custance, L'Oiseau bleu, 1905
- Olive Custance, L'auberge des rêves, 1911
- Olive Custance, The Inn of Dreams: Poems par Olive Custance, édité par Edwin King, 2015
- Olive Custance, The Selected Poems of Olive Custance, édité par Brocard Sewell, 1995
- Olive Custance, I Desire the Moon: The Diary of Lady Alfred Douglas (Olive Custance), éd. C. Wintermans (Avalon Press, 2005), 1905-1910 - posthume